# Gâteau aux trois laits
Le gâteau aux trois laits est un gâteau qui tirerait ses origines de l'Europe médiévale. Il a été popularisé en Amérique Latine sous le nom de tres leches en espagnol, « trois laits » en français, vers le début du XXe siècle car la recette figurait sur le dos des paquets de lait condensé de Nestlé, qui a établi ses usines en Argentine, Chili, Colombie, Cuba, Mexique, Pérou et Venezuela. Le gâteau est également très populaire en Amérique centrale (en particulier au Nicaragua depuis le XIXe siècle), ainsi qu'en Europe de l'Est où il est appelé trileçe en Turquie et en Albanie. 
Ce gâteau est baigné et/ou composé de trois types différents de lait : du lait entier (ou de la crème), du lait concentré non sucré et du lait concentré sucré.
En Albanie, la recette aurait été réinventée par des cuisiniers albanais, afin de répondre à la demande d'une clientèle curieuse de découvrir le tres leches présent dans des telenovelas.